# Cecil Irwin
Cecil Irwin (Ellington, 8 aprile 1942 – 21 aprile 2025) è stato un calciatore e allenatore di calcio inglese, di ruolo difensore.

## Biografia
Abbandonò la scuola a quindici anni, provando a lavorare anche in miniera. Dopo aver lasciato il calcio professionistico acquistò un'edicola ad Ashington dove lavorava la moglie Margaret.

## Caratteristiche tecniche
Irwin era un terzino destro, fisicamente forte, determinato e dotato di un buon senso della posizione.

## Carriera
In gioventù stava per firmare per il Burnley quando per intervento di Alan Brown, nuovo allenatore del Sunderland venne inserito nelle giovanili dei Black Cats. Esordì in prima squadra a sedici anni e 165 giorni, giocando poi in prima squadra dal 1958 al 1964 nella serie cadetta inglese. Nella stagione 1963-1964, grazie al secondo posto ottenuto alle spalle del Leeds Utd, raggiunge la promozione nella massima serie. Con i Black cats giocherà sei stagioni consecutive in First Division prima di incappare nella retrocessione al termine della stagione 1969-1970. Formò con Len Ashurst la coppia di terzini titolare del Sunderland per molti anni.
In totale Irwin giocò con il Sunderland 349 partite, di cui 70 nella massima serie inglese, segnando cinque reti.
Nell'estate 1967 con il Sunderland disputò il campionato nordamericano organizzato dalla United Soccer Association: accadde infatti che tale campionato fu disputato da formazioni europee e sudamericane per conto delle franchigie ufficialmente iscritte al campionato, che per ragioni di tempo non avevano potuto allestire le proprie squadre. Il Sunderland rappresentò i Vancouver Royal Canadians, che conclusero la Western Division al quinto posto finale.
Nel 1972 passò al Yeovil Town, ricoprendo il doppio incarico di allenatore-giocatore, incarico che mantenne fino al 1975. Giocò poi nel Gateshead e successivamente allenò i dilettanti dei Colliers.